# Коесфелд
Коесфелд (њем. Coesfeld) град је у њемачкој савезној држави Северна Рајна-Вестфалија. Једно је од 11 општинских средишта округа Коесфелд. Према процјени из 2010. у граду је живјело 36.558 становника. Посједује регионалну шифру (AGS) 5558012, NUTS (DEA35) и LOCODE (DE COF) код.

## Географски и демографски подаци
Коесфелд се налази у савезној држави Северна Рајна-Вестфалија у округу Коесфелд. Град се налази на надморској висини од 89 метара. Површина општине износи 141,0 km². У самом граду је, према процјени из 2010. године, живјело 36.558 становника. Просјечна густина становништва износи 259 становника/km².

## Међународна сарадња
| Мјесто  | Држава    | Врста сарадње | Од    |
| ------- | --------- | ------------- | ----- |
| Де Билд | Холандија | партнерство   | 1983. |
|         | Француска | партнерство   | 1968. |
| Извор   |           |               |       |